# 希特齊 (盧布尼區)
50°7′4″N 33°2′56″E / 50.11778°N 33.04889°E
希特齊（烏克蘭語：Хитці），是烏克蘭的村落，位於該國中部波爾塔瓦州，由盧布尼區負責管轄，處於烏代河畔，距離盧什尼基和季什基3公里，2001年人口285。